# Acacia microphylla
Acacia microphylla é uma espécie de leguminosa do gênero Acacia, pertencente à família Fabaceae.